# Mbangala
El mbangala és una llengua bantu del grup H que parlen els mbangales, que viuen al centre-nord d'Angola. Hi ha entre 400.000 i 448.000 persones que parlen el mbangale. El seu codi ISO 639-3 és mxg, el seu codi al glottolog és mban1264 i el seu codi Guthrie és H.34.
Els mbangales viuen a l'est de Luanda, a la província de Malanje. A la zona compresa entre Marimba, Kela, Kambundi Katembu i Kahombo.

## Grup lingüístic
L'ethnologue considera que el mbangala és una llengua del grup H de les llengües bantus. Concretament, la situa com una llengua yaka, juntament amb el lonzo, el ngongo, el pelende, el yaka, el suku i el sonde. Al glottolog, però, és considerada com una llengua mbala-holu-sondi (K.10), de les llengües bantus centre-occidentals juntament amb el holu, el kwese, el phende, el mbala i el sonde.

## Dialectes
El mbangala té el dialecte Yongo, que, segons l'ethnologue és semblant al kimbundu, tot i que no és igual.

## Sociolingüística, estatus i ús de la llengua
El mbangala és una llengua desenvolupada (EGIDS 5). Gaudeix d'un ús vigorós, té literatura i està estandarditzada. Hi ha parts de la Bíblia traduïdes i s'escriu en alfabet llatí.